# Ülő tengeriuborka
Az ülő tengeriuborka (Ocnus planci) a tengeriuborkák (Holothuroidea) osztályának Dendrochirotida rendjébe, ezen belül a Cucumariidae családjába tartozó faj.

## Előfordulása
Az ülő tengeriuborka a Földközi-tenger és az Atlanti-óceán keleti részének lakója, eliszaposodott homokos és algákkal benőtt sziklás aljzaton él, a sekély víztől 60 méter mélységig.

## Megjelenése
Az ülő tengeriuborka hosszú, uborka alakú, 10-15 centiméteresre megnövő állat, amelynek színe barna vagy szürkésbarna. Egymástól azonos távolságban álló ambulakrális lábacskái 5 ikersorban helyezkednek el a szájtól a kloákáig. A szájnyílást 10, fa alakúan elágazó tapogató veszi körül.

## Életmódja
Az ülő tengeriuborka kiemelkedő helyeken, köveken vagy sziklaszögelléseken ül, lábacskáival megtapadva. Kitárt tapogatóit a planktonszervezetek kiszűrése céljából az áramlásba tartja. Időnként a tapogatókat a szájához vezeti, és a rátapadt anyagot leszopogatja róluk.

## Szaporodása
A nőstények petéiket mindaddig tapogatóikon tartják, amíg a hímek meg nem termékenyítik azokat. A petékből úszólárvák keletkeznek, amelyek fiatal tengeriuborkákká alakulnak. Ivartalanul, keresztirányú osztódással is szaporodik.